# تام رابرتس
تام رابرتس (انگلیسی: Tom Roberts) متولد ۸ مارس ۱۸۵۶، هنرمند اهل استرالیا و یکی از کلیدی‌ترین افراد مکتب هایدلبرگ بود. رابرتز پس از گذراندن کلاس‌های درس مدارس هنر ملبورن، در سال ۱۸۸۱ برای ادامهٔ تحصیل عازم اروپا گردید و سپس در سال ۱۸۸۵، مجدداً به استرالیا بازگشت. او برای نقشی که در ترویج نقاشی فضای باز داشت بسیار مورد توجه قرار گرفت و در کنار این موضوع، هنرمندان دیگر را تشویق نمود تا زندگی ملی استرالیا را به تصویر بکشند. بیشتر کارهای این هنرمند به روایت‌های ملی شهره هستند که از میان آنها به آثار مشهوری همچون پشم‌چینی رمه‌ها (۱۸۹۰)، رمیدن (۱۸۹۱) و باج‌بگیر می‌توان اشاره داشت

## نگارخانه

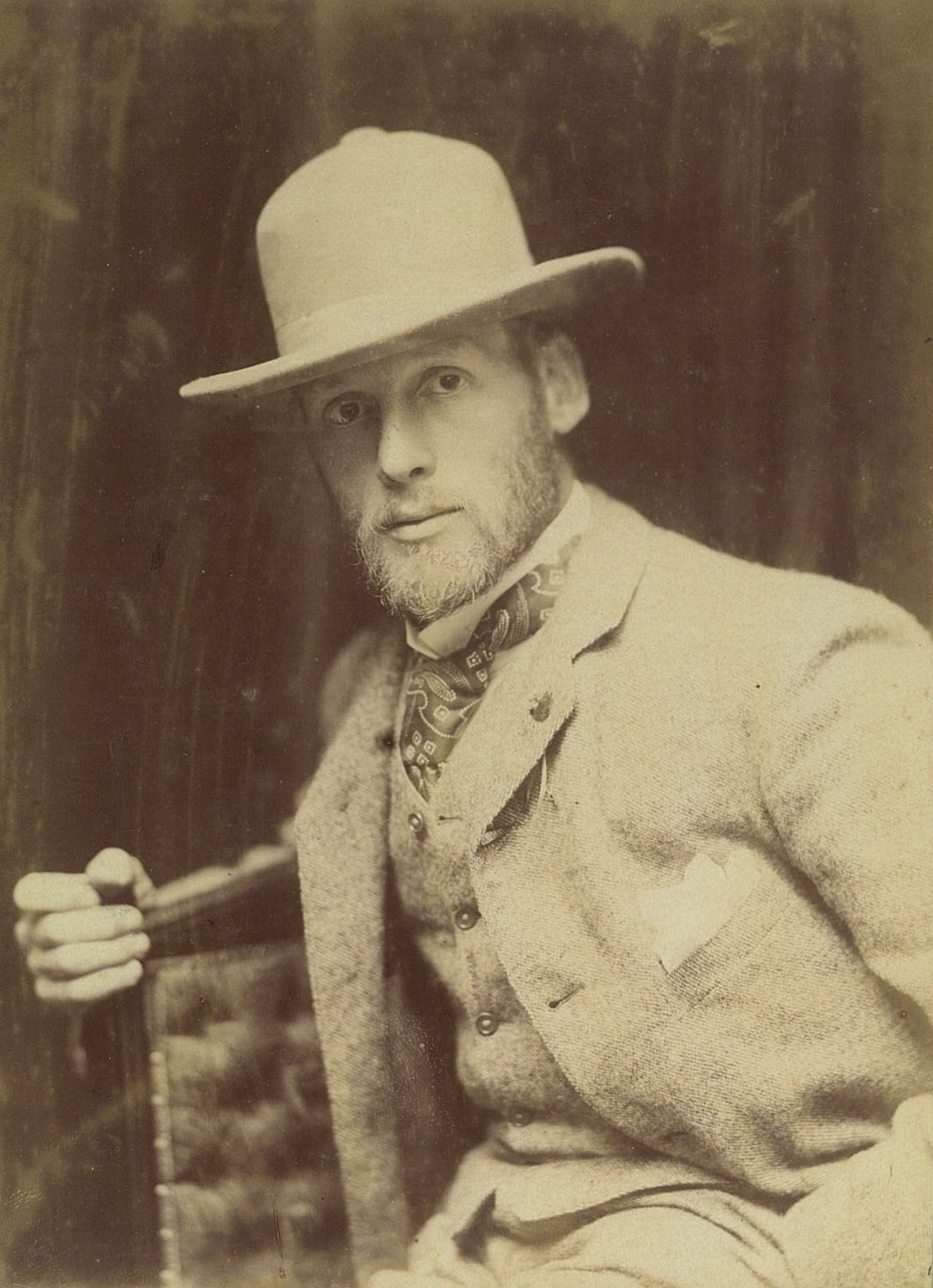
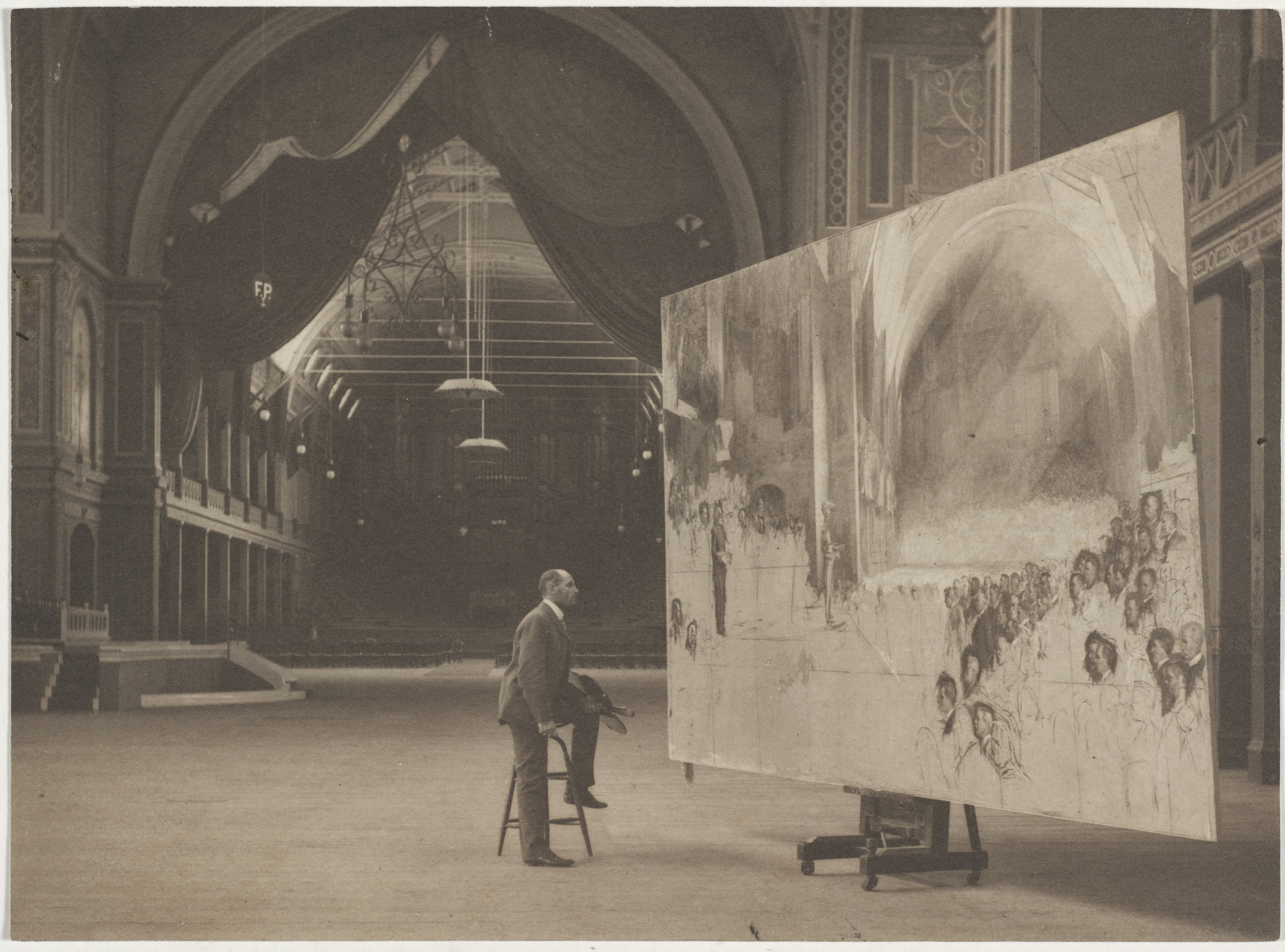
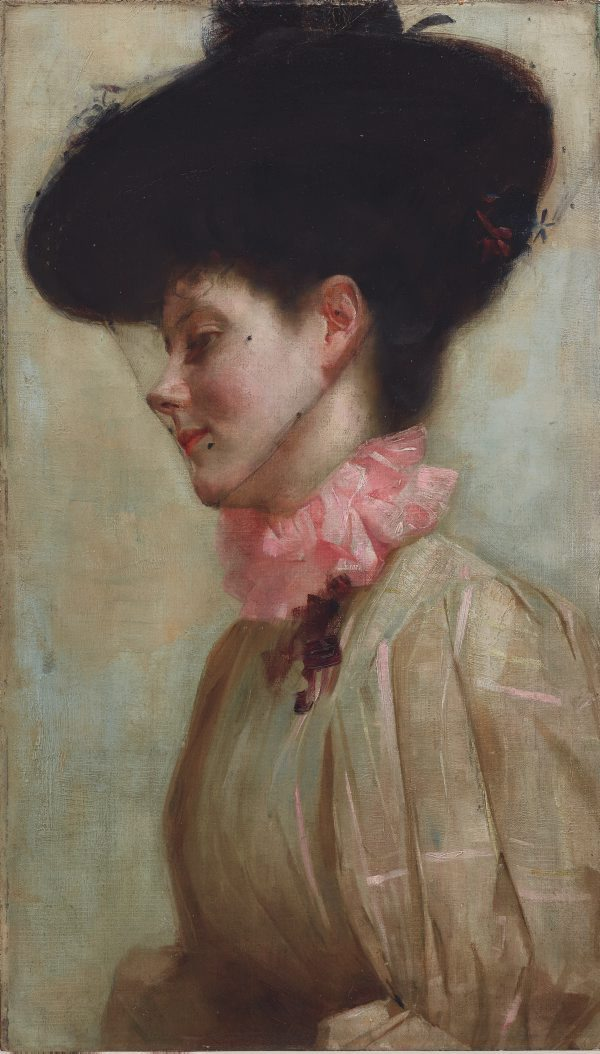
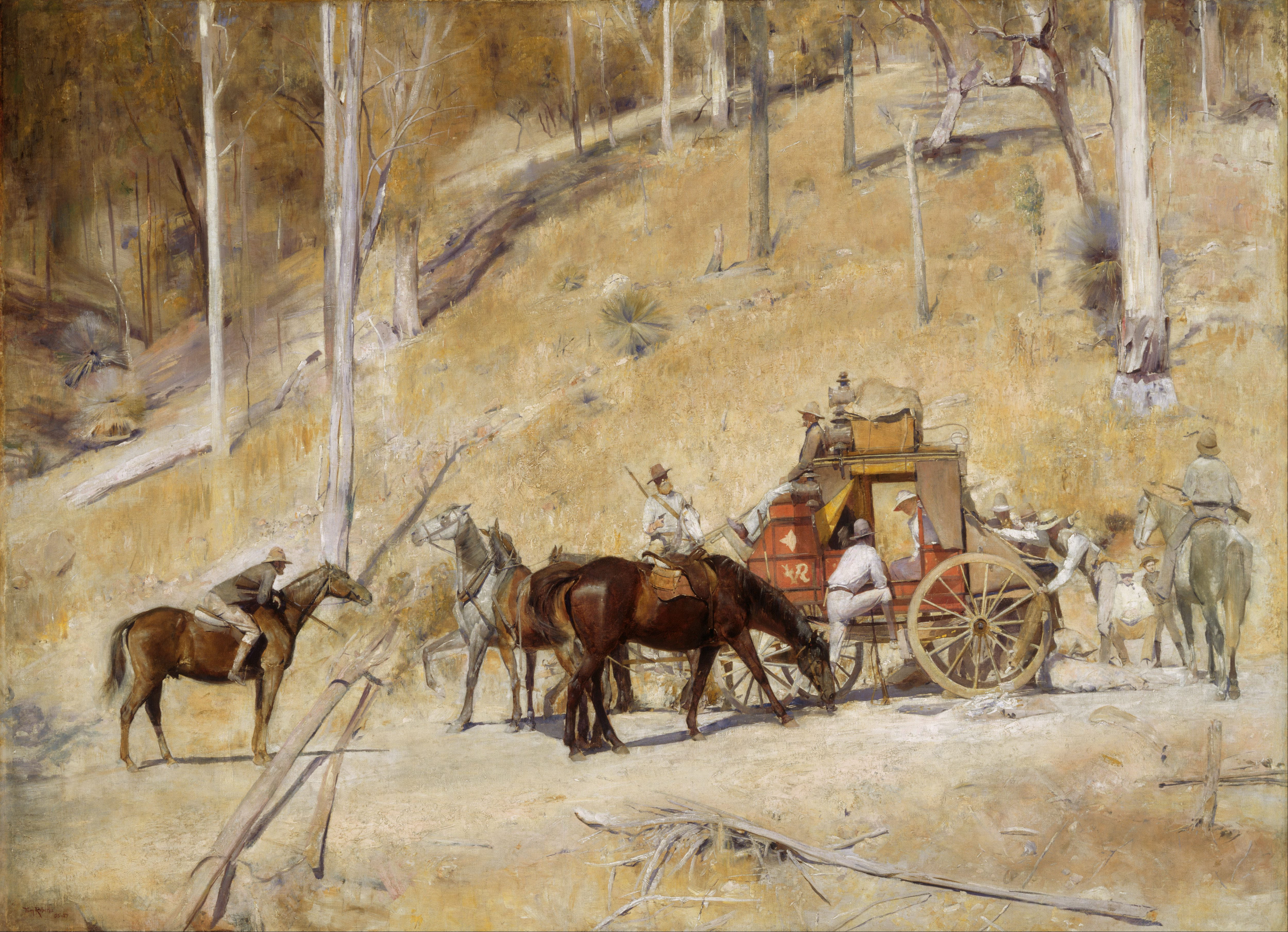
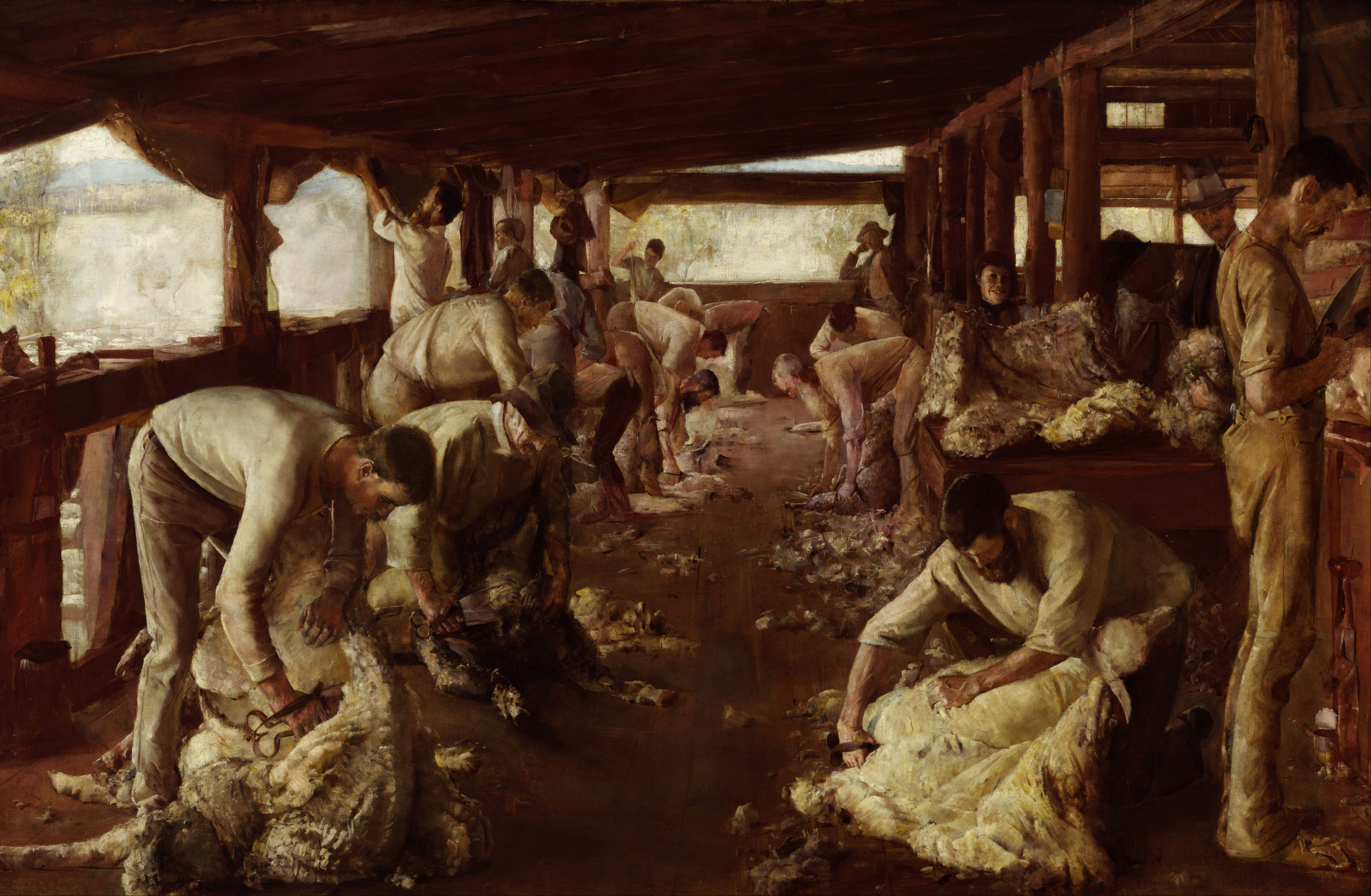
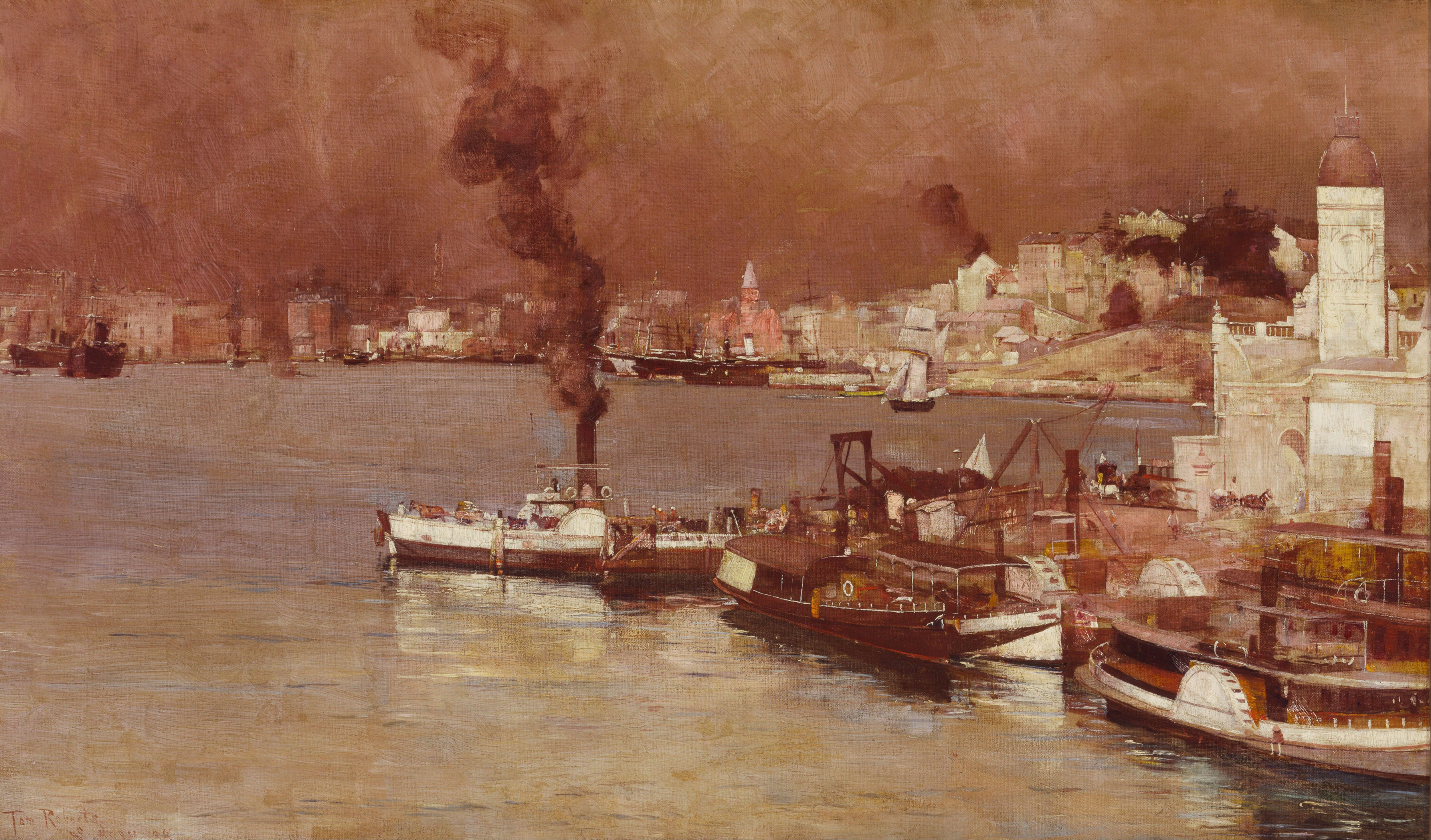
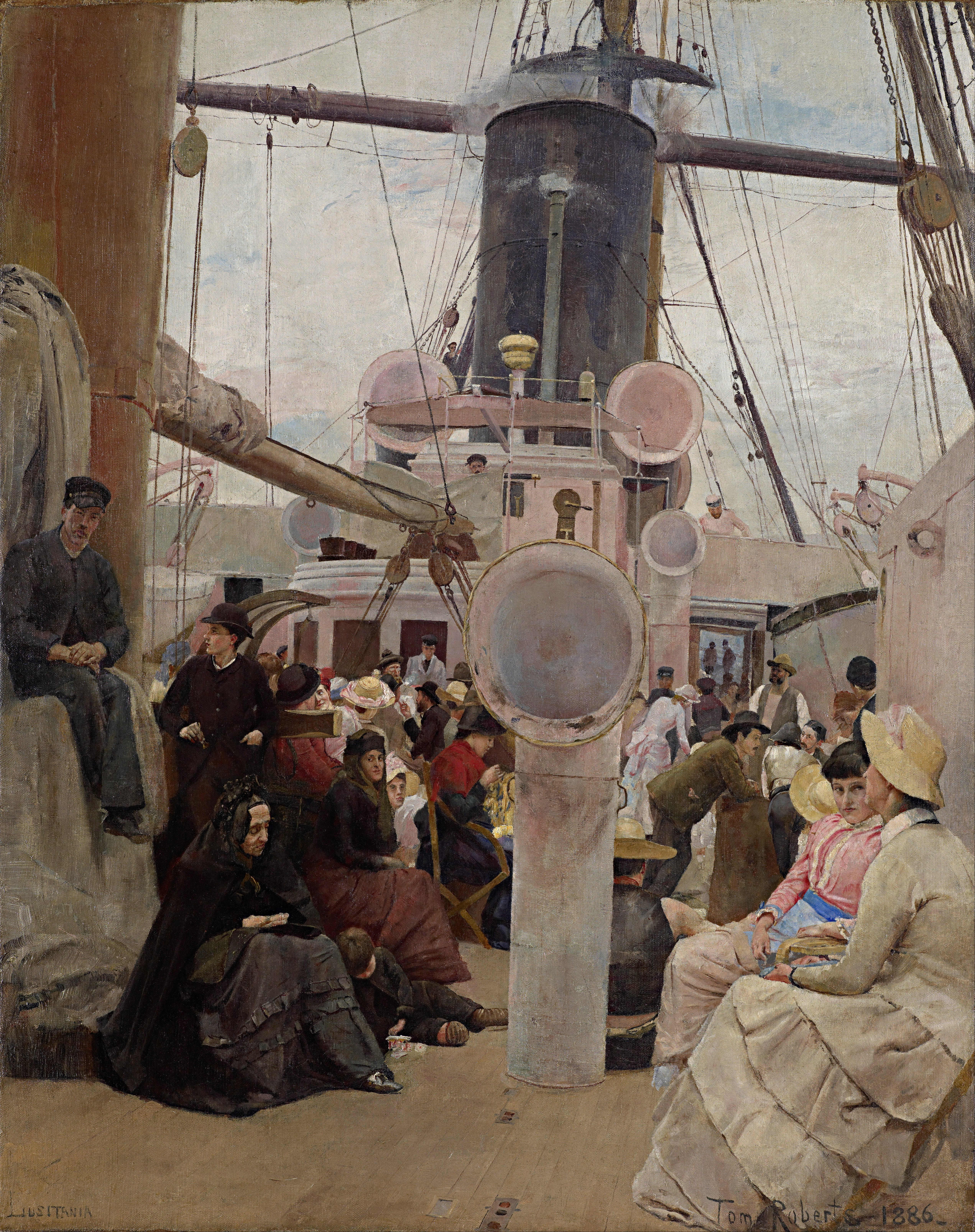
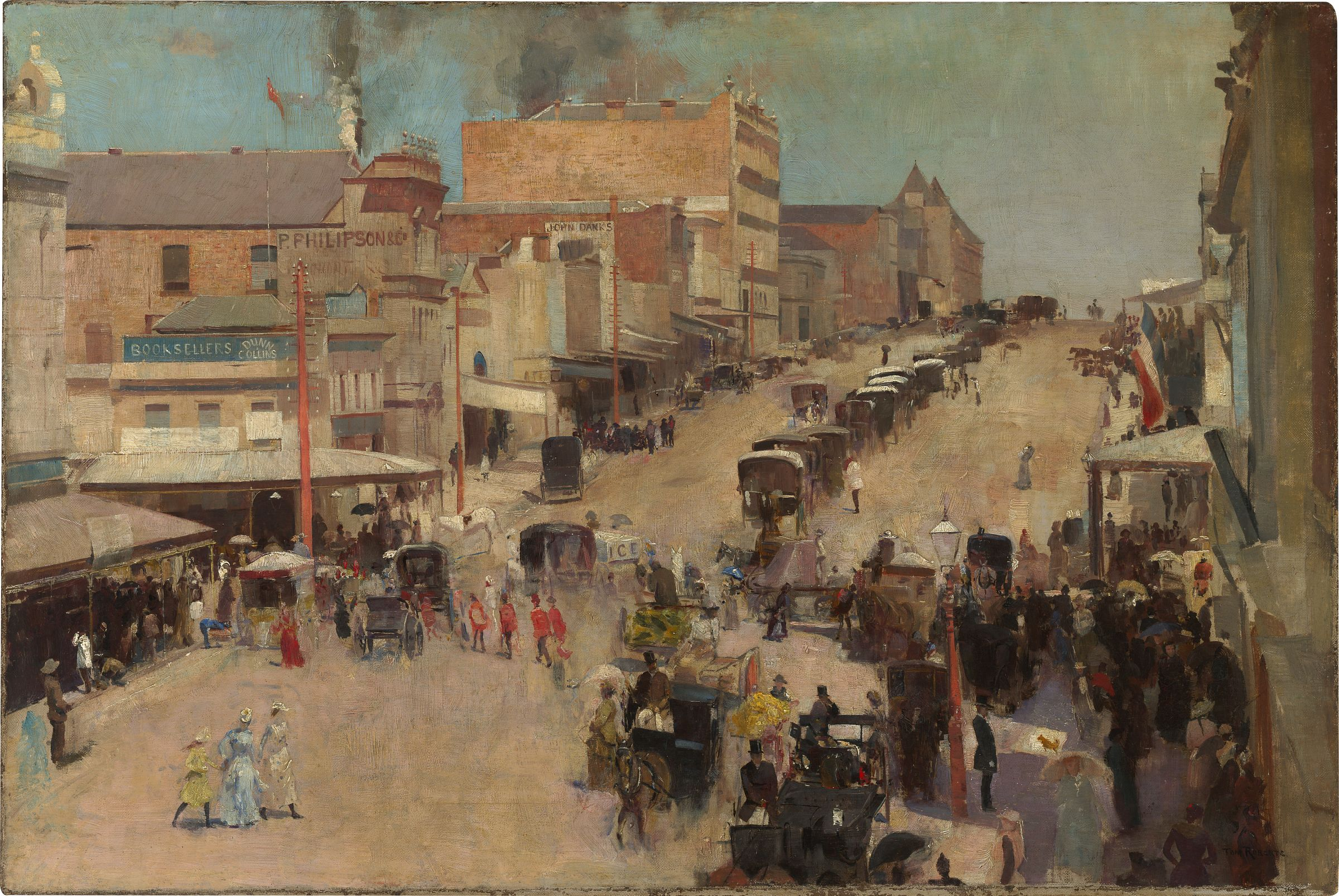
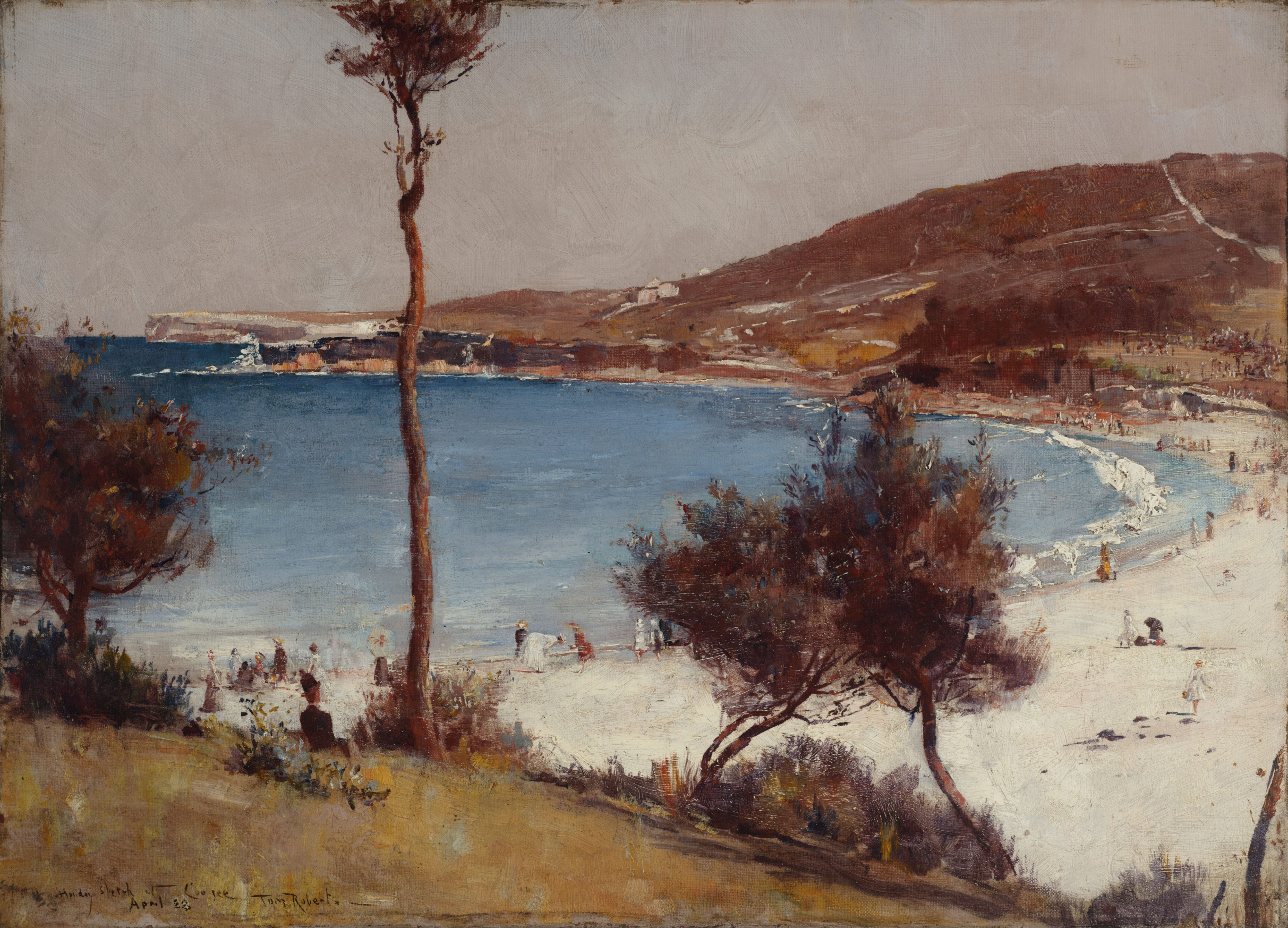
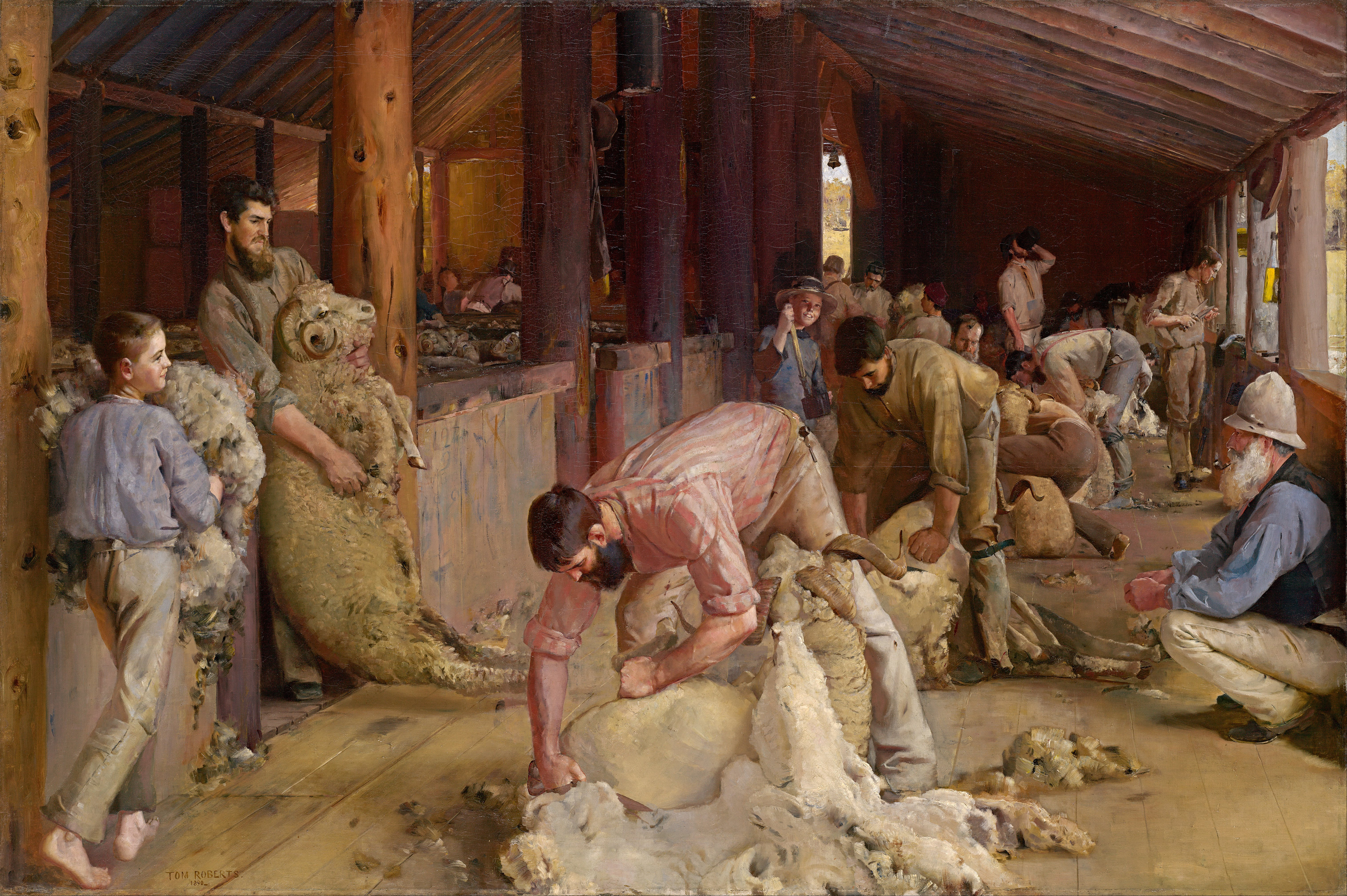
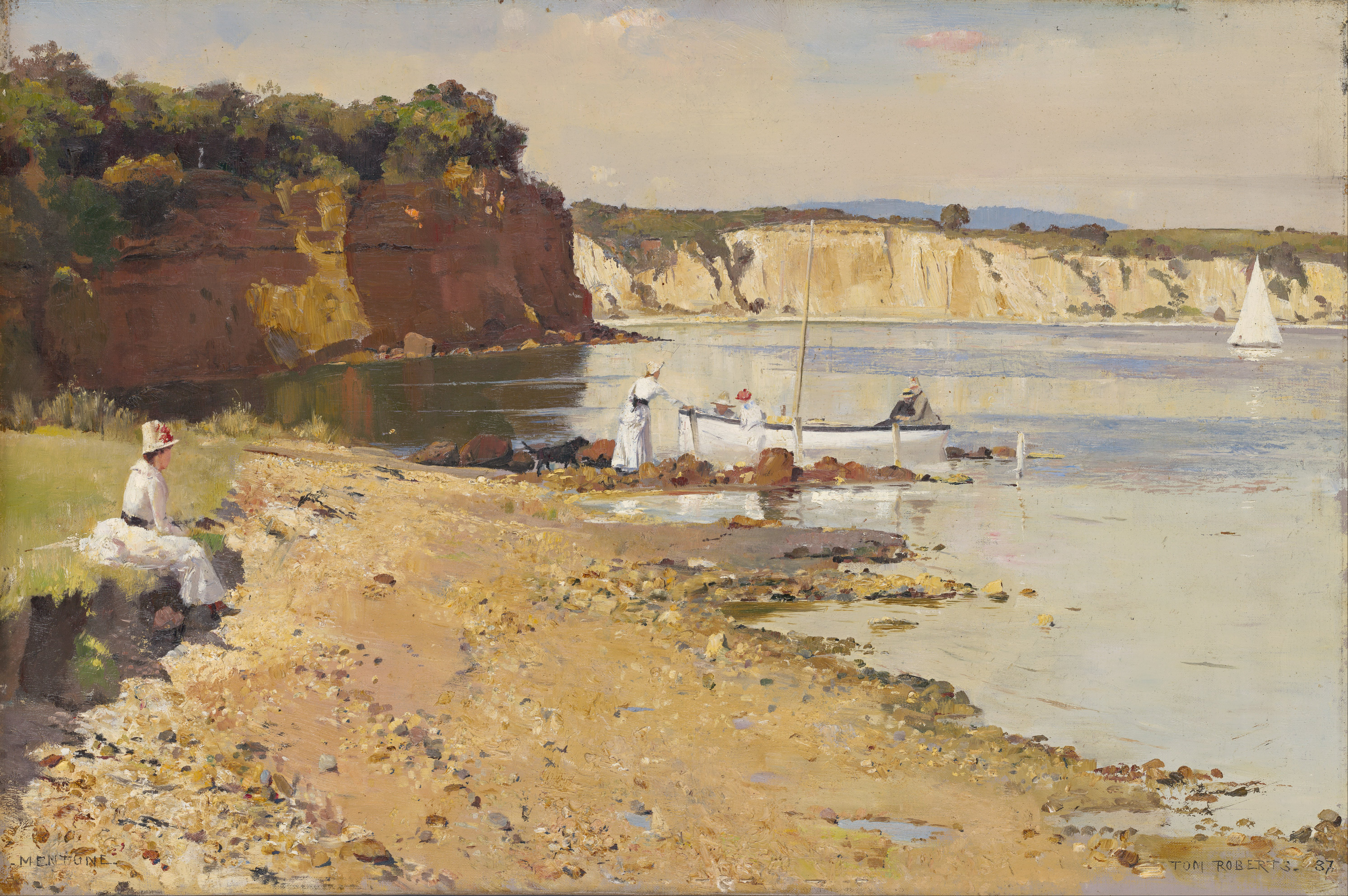
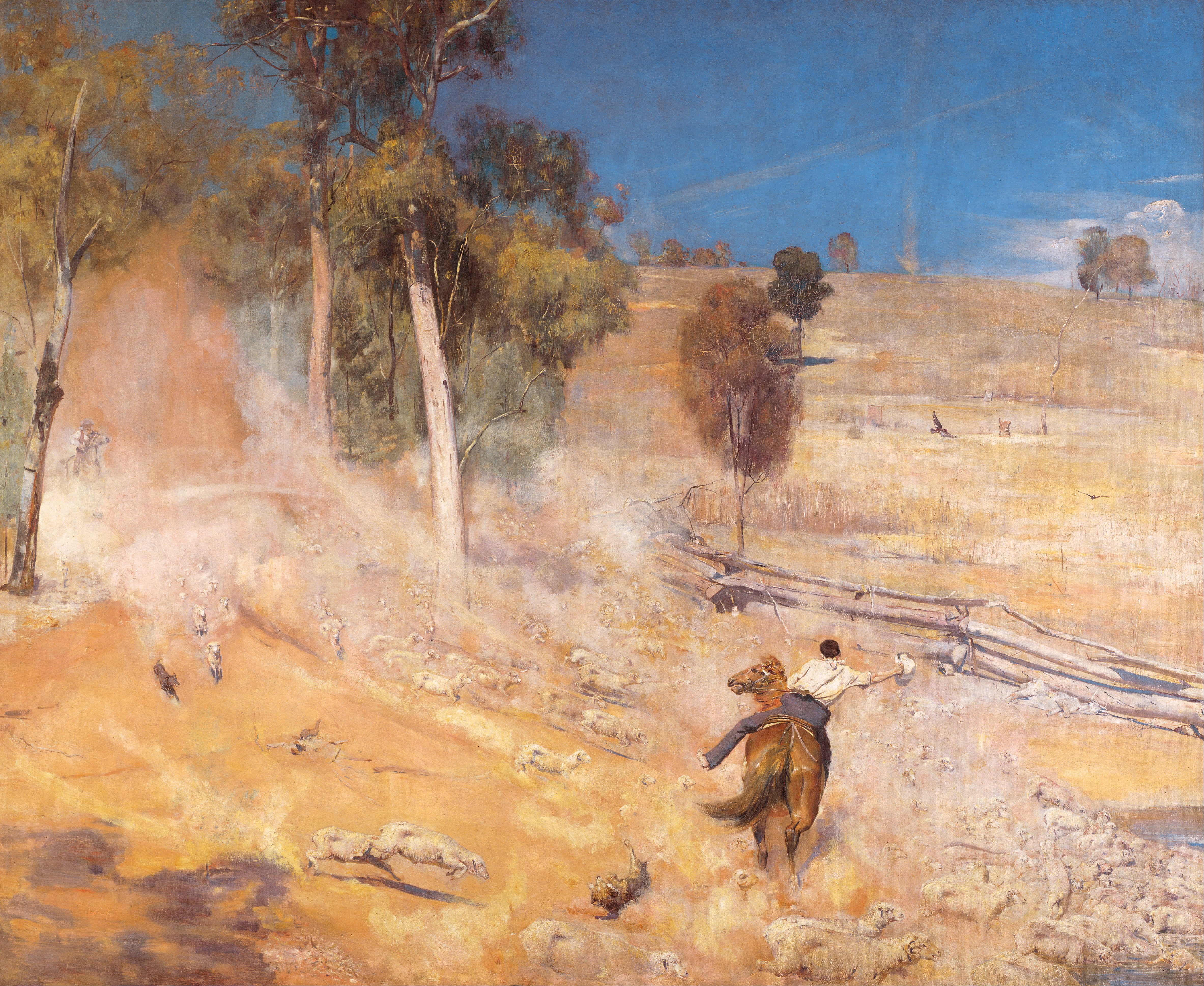
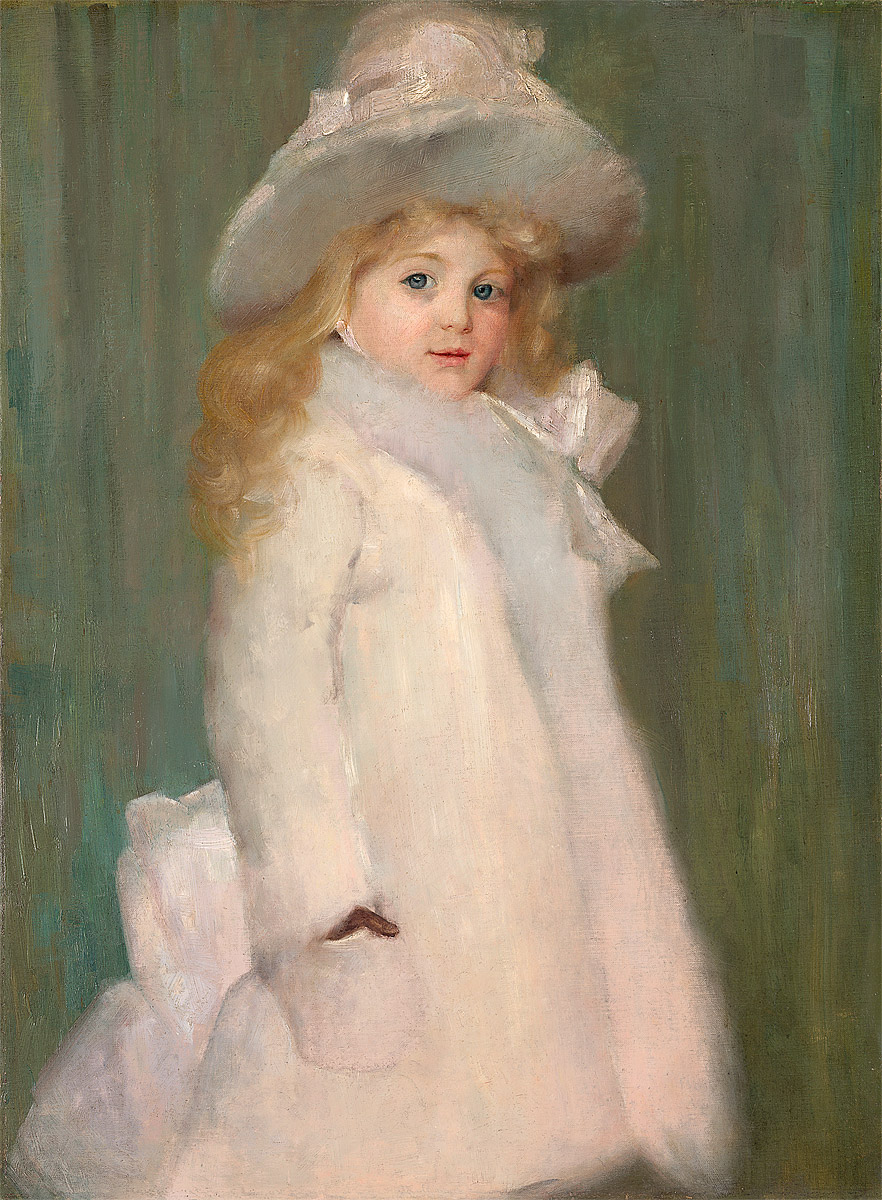